# Jolyon Palmer
Jolyon Palmer (* 20. ledna 1991, Horsham, Spojené království) je bývalý britský automobilový závodník a pilot Formule 1. V roce 2014 se stal šampionem v sérii GP2.
V roce 2015 působil jako testovací pilot v týmu Lotus F1 Team. Pro sezónu 2016 získal angažmá v týmu Renault Sport Formula 1 Team, kde působil až do Grand Prix Japonska 2017. Poté byl z týmu propuštěn.

## Kariéra

### Formule 1

#### Renault (2016-2017)
Dne 23. října 2015 bylo oznámeno, že Palmer získal pro sezónu 2016 místo v týmu Renault. Jeho týmovým kolegou se stal Kevin Magnussen. V této sezóně se Palmerovi nedařilo. Získal jediný bod při Grand Prix Malajsie a celkově skončil na osmnáctém místě.
V sezóně 2017 Palmer zůstal u týmu Renault. Jeho novým týmovým kolegou se stal Nico Hülkenberg. Ani v této sezóně nepodával Palmer oslnivé výsledky. Získal pouhých 8 bodů při Grand Prix Singapuru 2017. Dne 7. října 2017 Renault oznámil, že Palmer tým po skončení Grand Prix Japonska opustí. Nahradil jej Carlos Sainz Jr..

## Kompletní výsledky ve Formuli 1
| Legenda k tabulce | Legenda k tabulce                                                                       |
| Barva             | Výsledek                                                                                |
| ----------------- | --------------------------------------------------------------------------------------- |
| Zlatá             | Vítěz                                                                                   |
| Stříbrná          | 2. místo                                                                                |
| Bronzová          | 3. místo                                                                                |
| Zelená            | Bodované umístění                                                                       |
| Modrá             | Nebodované umístění                                                                     |
| Modrá             | Dokončil neklasifikován (NC)                                                            |
| Fialová           | Odstoupil (Ret)                                                                         |
| Červená           | Nekvalifikoval se (DNQ)                                                                 |
| Červená           | Nepředkvalifikoval se (DNPQ)                                                            |
| Černá             | Diskvalifikován (DSQ)                                                                   |
| Bílá              | Nestartoval (DNS)                                                                       |
| Bílá              | Závod zrušen (C)                                                                        |
| Světle modrá      | Pouze trénoval (PO)                                                                     |
| Světle modrá      | Páteční testovací jezdec (TD)                                                           |
| Bez barvy         | Netrénoval (DNP)                                                                        |
| Bez barvy         | Vyřazen (EX)                                                                            |
| Bez barvy         | Nepřijel (DNA)                                                                          |
| Bez barvy         | Odvolal účast (WD)                                                                      |
| Bez barvy         | Nezúčastnil se (prázdné)                                                                |
| Označení          | Význam                                                                                  |
| Tučnost           | Pole position                                                                           |
| Kurzíva           | Nejrychlejší kolo                                                                       |
| †                 | Jezdec nedojel do cíle, ale byl klasifikován, protože odjel více než 90 % délky závodu. |
| ‡                 | Byl udělován poloviční počet bodů, protože bylo odjeto méně než 75 % délky závodu.      |
| Horní index       | Umístění bodujících jezdců ve sprintu                                                   |

| Rok  | Tým                   | Šasi             | Motor                       | 1       | 2       | 3      | 4       | 5      | 6       | 7       | 8       | 9      | 10      | 11     | 12     | 13      | 14      | 15     | 16     | 17     | 18     | 19     | 20      | 21     | Body | Umístění  |
| ---- | --------------------- | ---------------- | --------------------------- | ------- | ------- | ------ | ------- | ------ | ------- | ------- | ------- | ------ | ------- | ------ | ------ | ------- | ------- | ------ | ------ | ------ | ------ | ------ | ------- | ------ | ---- | --------- |
| 2015 | Lotus F1 Team         | Lotus E23 Hybrid | Mercedes-Benz PU106B Hybrid | AUS     | MAL     | CHN TD | BHR TD  | ESP TD | MON     | CAN     | AUT TD  | GBR TD | HUN TD  | BEL TD | ITA TD | SIN     | JPN TD  | RUS TD | USA TD | MEX TD | BRA TD | ABU TD |         |        | –    | –         |
| 2016 | Renault Sport F1 Team | Renault R.S.16   | Renault R.E.16              | AUS 11  | BHR DNS | CHN 22 | RUS 13  | ESP 13 | MON Ret | CAN Ret | EUR 15  | AUT 12 | GBR Ret | HUN 12 | GER 19 | BEL 15  | ITA Ret | SIN 15 | MAL 10 | JPN 12 | USA 13 | MEX 14 | BRA Ret | ABU 17 | 1    | 18. místo |
| 2017 | Renault Sport F1 Team | Renault R.S.17   | Renault R.E.17              | AUS Ret | CHN 13  | BHR 13 | RUS Ret | ESP 15 | MON 11  | CAN 11  | AZE Ret | AUT 11 | GBR DNS | HUN 12 | BEL 13 | ITA Ret | SIN 6   | MAL 15 | JPN 12 | USA    | MEX    | BRA    | ABU     |        | 8    | 17. místo |